# Liste der Monuments historiques in Mattexey
Die Liste der Monuments historiques in Mattexey führt die Monuments historiques in der französischen Gemeinde Mattexey auf.

## Liste der Objekte
| Bezeichnung  | Beschreibung                                                                                                 | Standort                       | Kennzeichnung | Schutzstatus | Datum | Bild |
| ------------ | --- | ------------------------------ | ------------- | ------------ | ----- | ---- |
| Marienaltar  | linker Seitenaltar; Altartisch und Retabel; Holz, farbig gefasst und vergoldet, um 1720                      | in der Kirche St-Martin (Lage) | PM54000457    | Classé       | 1972  |      |
| Josephsaltar | rechter Seitenaltar; Altartisch und Retabel; Holz, farbig gefasst und vergoldet, Anfang des 18. Jahrhunderts | in der Kirche St-Martin (Lage) | PM54000458    | Classé       | 1972  |      |